# Neuville (metroul ușor din Charleroi)
Neuville este o stație a metroului ușor din Charleroi de pe linia nefinalizată spre Châtelet. Stația este denumită după cartierul Neuville din Charleroi în care este situată, aflat la limita administrativă cu localitatea Montignies-sur-Sambre.
Stația Neuville este complet construită și echipată, dar nu a fost niciodată inaugurată sau exploatată comercial. Construcția liniei spre Châtelet a început la sfârșitul anilor '70 și a fost întreruptă după ce sectorul transportului public a fost transferat din responsabilitatea guvernului federal în cea a regiunilor, în urma celei de-a treia reforme a statului belgian. Acest lucru a cauzat oprirea finanțării, bugetul Regiunii valone fiind mult mai sărac decât bugetul federal, iar lucrările la această linie nu au mai fost reluate.
Stația Neuville a fost terminată în 1985 și urma să deservească zona respectivă a cartierului, care cuprinde școli, blocuri și case de locuit, biserica Saint-Pierre și patinoarul din Charleroi. Stadionul Neuville, unde joacă echipa de fotbal Olympic Charleroi, se află și el în apropiere. Proiectul stației a fost realizat de arhitectul Jean Yernaux.
Porțiunea construită a liniei spre Châtelet nu beneficiază decât de o mentenanță minimală, iar stațiile deja finalizate sunt victimele vandalismului și ale hoților de metale. Deși echipe ale TEC Charleroi patrulează zilnic traseul, stațiile sunt frecventate de toxicomani, de graffitiști sau de persoane care pătrund prin breșele gardului de protecție pentru a face fotografii sau filme. În noiembrie 2016, TEC Charleroi a instalat porți de securitate în stațiile Chet și Neuville pentru a împiedica accesul persoanelor neautorizate. Din acest motiv, și dat fiind faptul că stația este construită pe viaduct, iar singura posibilitate de acces către ea rămâne pe șine dinspre stațiile adiacente, Neuville este mai puțin afectată de vandalismele care deteriorează constant celelalte stații.